# Radical Optimism
Radical Optimism é o terceiro álbum de estúdio da cantora britânica-albanesa Dua Lipa. O seu lançamento ocorreu 3 de maio de 2024, através da gravadora Warner Records. O disco foi precedido pelo lançamento de três singles, "Houdini", "Training Season" e "Illusion".

## Antecedentes
Lipa anunciou o álbum através de uma transmissão ao vivo em seu perfil do Instagram, em 13 de março de 2024. A capa, a lista de faixas e a data de lançamento foram reveladas no mesmo dia. Em um comunicado de imprensa, a cantora afirmou desejar captar "a essência da juventude, da liberdade e da diversão" no disco. O conceito do termo "otimismo radical", que nomeia o trabalho, lhe foi apresentado por um amigo alguns anos antes da concepção do projeto, o que ressoou com a inglesa. Inspirada pelo termo, Lipa acabou estudando e entendendo sobre a história da "psicodelia, do trip hop e do pop britânico". O ideal acabou se tornando um sentimento de "otimismo confiante" que se estendeu para a vida pessoal da artista, que buscou integrá-lo nas sessões de gravação para o trabalho. A capa de Radical Optimism apresenta a cantora flutuando em um oceano e a silhueta de um tubarão, que parece se aproximar a ela.

## Lista de faixas
| N.º            | Título              | Compositor(es) | Produtor(es)   | Duração |  |
| 1.             | "End Of An Era"     | Dua Lipa Kevin Parker Danny L Harle Caroline Ailin Tobias Jesso Jr.                                                      | Parker Harle   | 3:16    |  |
| 2.             | "Houdini"           | Lipa Parker Harle Ailin Jesso Jr.                                                                                        | Parker Harle   | 3:06    |  |
| 3.             | "Training Season"   | Lipa Parker Harle Ailin Jesso Jr. Steve Francis Shaun Frank Nick Gale Yaakov Gruzman Richard Mastroianni Martina Sorbara | Parker         | 3:29    |  |
| 4.             | "These Walls"       | Lipa Andrew Wyatt Harle Billy Walsh Ailin                                                                                | Wyatt Harle    | 3:38    |  |
| 5.             | "Whatcha Doing"     | Lipa Parker Harle Ailin Ali Tamposi                                                                                      | Parker         | 3:18    |  |
| 6.             | "French Exit"       | Lipa Parker Harle Ailin Jesso Jr.                                                                                        | Parker Harle   | 3:21    |  |
| 7.             | "Illusion"          | Lipa Parker Harle Ailin Jesso Jr.                                                                                        | Parker Harle   | 3:08    |  |
| 8.             | "Falling Forever"   | Lipa Ian Kirkpatrick Harle Emily Warren Tamposi Ailin                                                                    | Kirkpatrick    | 3:43    |  |
| 9.             | "Anything For Love" | Lipa Kirkpatrick Harle Jesso Jr. Julia Michaels Ailin                                                                    | Kirkpatrick    | 2:22    |  |
| 10.            | "Maria"             | Lipa Wyatt Harle Michaels Ailin                                                                                          | Wyatt Harle    | 3:08    |  |
| 11.            | "Happy For You"     | Lipa Parker Harle Ailin Jesso Jr.                                                                                        | Parker Harle   | 4:06    |  |
| Duração total: | Duração total:      | Duração total: | Duração total: | 36:35   |  |